# Leathesia difformis
Leathesia difformis o patata de mar es un alga editorial de la clase Phaeophyceae (algas pardas). Se encuentra comúnmente fijada a las rocas o a otras algas. Cuando es joven, el organismo es sólido, pero cuando madura se transforma en hueco y algo convolucionado, lo que le da el aspecto de una pequeña bolsa de cuero marrón con el tamaño aproximado de una pelota de tenis. La textura es elástica y la superficie exterior lisa.
- Datos: Q3228673
- Multimedia: Leathesia marina / Q3228673
- Especies: Leathesia marina

...